# 玛伦·德林
玛伦·德林（德語：Maren Derlien，1975年12月17日—），德国女子赛艇运动员。她曾代表德国参加世界赛艇锦标赛，获得一枚金牌和一枚银牌。她也曾参加2004年和2008年夏季奥林匹克运动会。